# Farnham (Quebec)
Farnham é uma cidade localizada ne província canadense de Quebec. A sua área é de 94,04 km², sua população é de 7 955 habitantes, e sua densidade populacional é de 84,2 hab/km² (segundo o censo canadense de 2001). A cidade foi fundada em 1800, e incorporada em 18 de Dezembro de 1876. 